# Leszek Kwiatek
Leszek Kwiatek (ur. 2 kwietnia 1953) – polski polityk, urzędnik państwowy, menedżer i romanista, w latach 1994–1995 szef PFRON, w latach 1995–1997 podsekretarz stanu w Ministerstwie Pracy i Polityki Socjalnej, w latach 1999–2001 członek zarządu województwa mazowieckiego.

## Życiorys
Absolwent filologii romańskiej na Uniwersytecie Warszawskim, kształcił się podyplomowo w zakresie nauk społecznych, integracji europejskiej i zarządzania. Były działacz Zrzeszenia Studentów Polskich. Od 1977 do 1994 pracował jako wykładowca języka francuskiego na Wydziale Prawa i Administracji Uniwersytetu Warszawskiego, a także wydawca i tłumacz z języka francuskiego. W latach 1985–1989 był dyrektorem Studia Filmowego im. Karola Irzykowskiego. Wstąpił do Sojuszu Lewicy Demokratycznej, został wicedyrektorem w Ministerstwie Pracy i Polityki Socjalnej. Od października 1994 do kwietnia 1995 kierował Państwowym Funduszem Rehabilitacji Osób Niepełnosprawnych, po czym od 20 marca 1995 do 14 stycznia 1997 był wiceministrem pracy i polityki socjalnej. W 1997 pracował jako dyrektor generalny w Ministerstwie Spraw Wewnętrznych i Administracji. W kadencji 1999–2002 zasiadał w Sejmiku Województwa Mazowieckiego. Od 1 stycznia 1999 do 10 grudnia 2001 pełnił funkcję członka zarządu województwa mazowieckiego, odpowiedzialnego m.in. za kontakty z zagranicą. W grudniu 2001 został dyrektorem generalnym Poczty Polskiej, odwołano go z tego stanowiska w sierpniu 2003 w związku z zasiadaniem w radzie nadzorczej Polskiego Towarzystwa Reasekuracyjnego. Został członkiem Kongresu Władz Lokalnych i Regionalnych Rady Europy.
W 1997 otrzymał Krzyż Kawalerski Orderu Odrodzenia Polski.

## Życie prywatne
Był żonaty z Katarzyną Piekarską, z którą ma syna Kacpra.